# خوسيه فابيان راميريز
خوسيه فابيان راميريز (بالإسبانية: José Fabián Ramírez)‏ (3 فبراير 1977 في الأرجنتين - ) هو لاعب كرة قدم أرجنتيني في مركز حراسة المرمى. لعب مع ألماجرو وأوليمبو وأوليمبيا أسونسيون وديفنسا خوستيكا وغودوي كروز وكيلمس ونادي سان لورينزو ويونيكوس.

## وصلات خارجية
- خوسيه فابيان راميريز على موقع قاعدة بيانات كرة القدم.إي يو (الإنجليزية)
- خوسيه فابيان راميريز على موقع Soccerway.com (الإنجليزية)